# Agrotis robustior
Agrotis robustior là một loài bướm đêm trong họ Noctuidae.